# Leonore van Zweden

Monogram voor Leonore van Zweden

Leonore Lilian Maria prinses van Zweden (New York, 20 februari 2014) is een Zweedse prinses en hertogin van Gotland. (Zweeds: Leonore Lilian Maria, Prinsessa av Sverige, Hertiginna av Gotland). Ze is oudste dochter van prinses Madeleine van Zweden en Christopher O'Neill. Zij is het tweede kleinkind van koning Karel Gustaaf.
Leonore is negende in de lijn van de Zweedse troonopvolging. Op 15 juni 2015 kreeg zij een broer, Nicolas. Op 9 maart 2018 kreeg zij een zus, Adrienne.

## Doop
Leonore werd op zondag 8 juni 2014 (de eerste huwelijksverjaardag van haar ouders, die trouwden op 8 juni 2013) gedoopt in de kapel van Paleis Drottningholm, net buiten Stockholm.
Haar peetouders zijn:
- haar tante, kroonprinses Victoria van Zweden
- Alice Bamford (vriendin van haar ouders)
- Louise Gottlieb (vriendin van haar ouders)
- haar neef, Patrick Sommerlath
- haar tante, Tatjana d'Abo
- haar oom, Ernst Graf von Abensperg und Traun

Bij haar doop werd zij tevens als lid opgenomen in de Orde van de Serafijnen